# Engenheiro Navarro
Engenheiro Navarro es un municipio brasilero del estado de Minas Gerais. Su población estimada en 2004 era de 6.838 habitantes.